# Полуотворена средна закръглена гласна
Полуотворената средна закръглена гласна е вид гласен звук, използван в някои говорими езици. Символът в Международната фонетична азбука, който представлява този звук, е ɞ. В българския той е сходен със звука, обозначаван с „о“ в ударено положение, но с по-предно произнасяне на езика.
Полуотворената средна закръглена гласна се използва в езици като африкаанс (lug, [lɞχ]), ирландски (tomhail, [tɞːlʲ]), сомалийски (keenaysaa, [keːnɞjsɑː]).